# Bergholz
Bergholz er en by og kommune i det nordøstlige Tyskland, beliggende i Amt Löcknitz-Penkun i den sydøstlige del af Landkreis Vorpommern-Greifswald. Landkreis Vorpommern-Greifswald ligger i delstaten Mecklenburg-Vorpommern.

## Geografi
Bergholz er beliggende ved grænsen til delstaten Brandenburg ved nordøstenden af en randmoræne der går i s-form fra Pasewalk til Angermünde. Mod nord er området helt fladt op til Stettiner Haff. Bergholz ligger kun 3 km fra amtets administrationsby Löcknitz.
I kommunen ligger ud over Bergholz, landsbyen Caselow og bebyggelsen Bergholzer Mühle.

## Eksterne kilder og henvisninger
- Wikimedia Commons har flere filer relateret til Bergholz
- Byens side på amtets websted
- Befolkningsstatistik (Webside ikke længere tilgængelig)